# Ambulyx schauffelbergeri
Ambulyx schauffelbergeri  là một loài bướm đêm thuộc họ Sphingidae.

## sự miêu tả
Sải cánh dài 88–124 mm. 

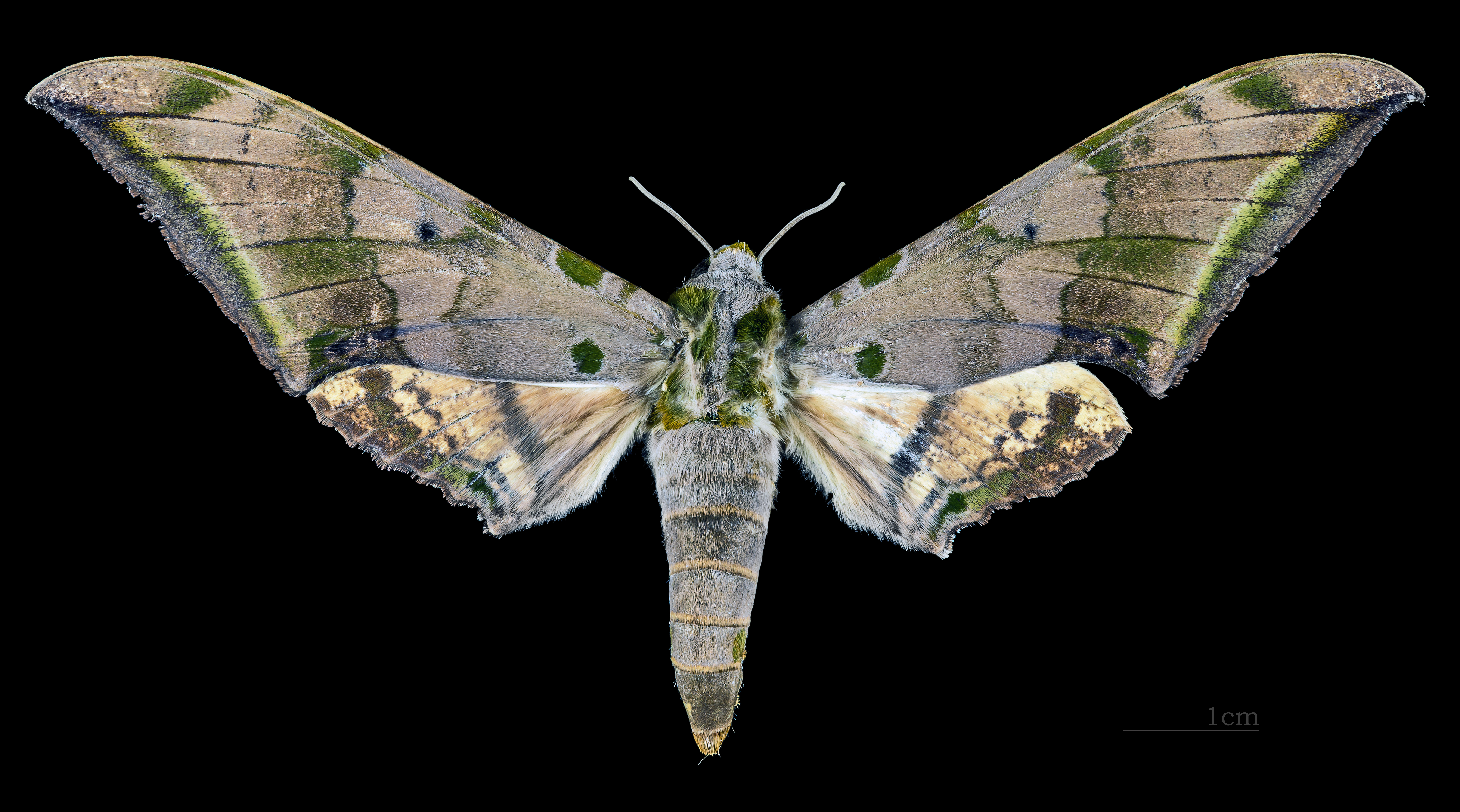
♀
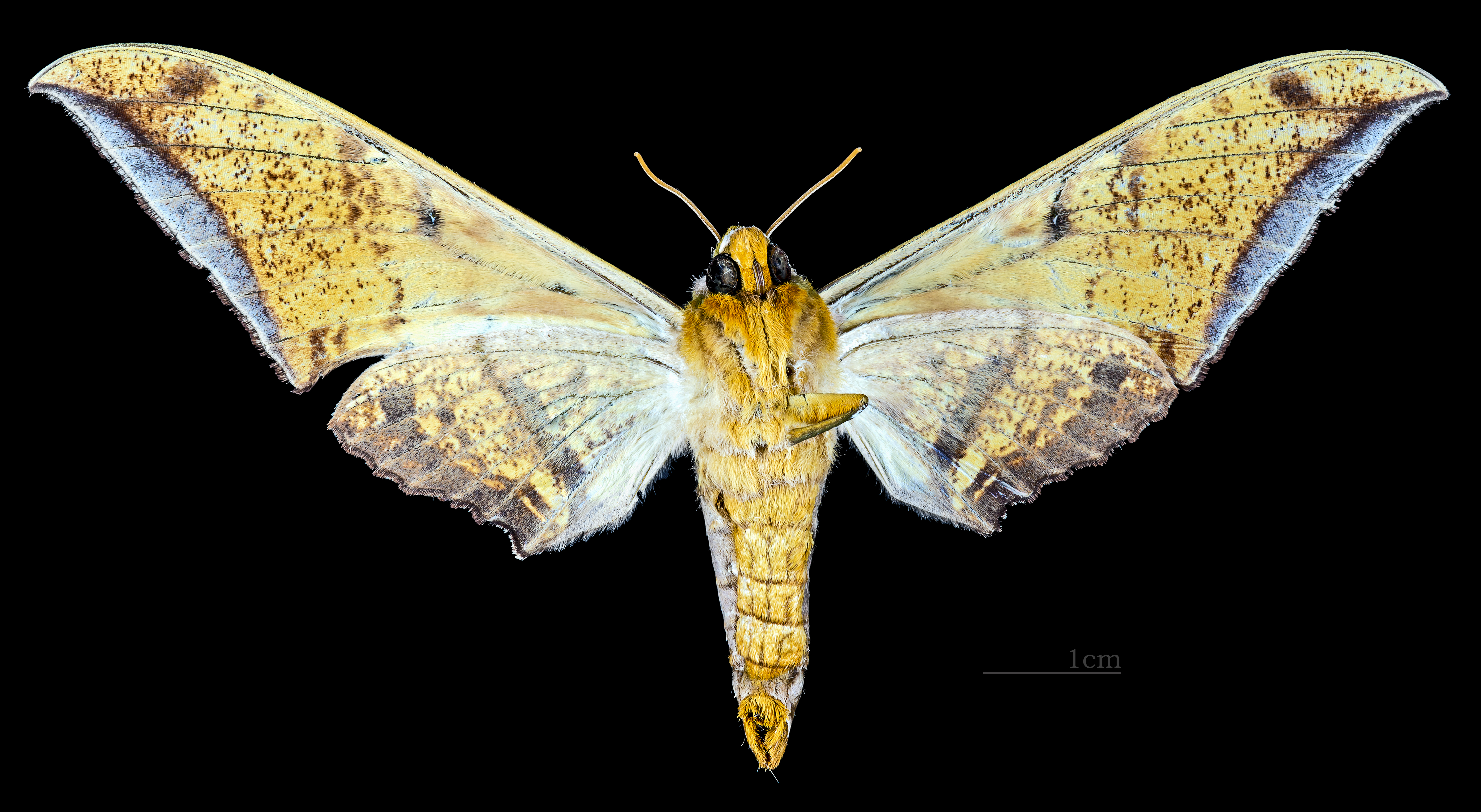
♀ △

Có hai lứa trưởng thành một năm in miền bắc Trung Quốc, Cá thể trưởng thành mọc cánh vào tháng 4 và tháng 8. Ở Hàn Quốc, cá thể trưởng thành được ghi nhận từ tháng 6 đến tháng 8.
Ấu trùng ăn Juglans regia ở Trung Quốc.